# Olimán
Olimán, As del deporte fue un cuaderno de aventuras, obra de José Pérez Fajardo, publicado por la valenciana Editorial Maga desde 1961 hasta 1963. Se publicaron 105 números. Fue uno de los últimos éxitos de la editorial.

## Trayectoria editorial
Tras el sonado fracaso de Atletas (1958), Maga espero un momento propicio para lanzar su segunda serie de temática deportiva, un año antes de la Copa Mundial de Fútbol de 1962. Para aumentar su atractivo comercial, la última página de "Olimán" ofrecía fotografías de jugadores de fútbol para colección, y fundó también un Club Olimán, con sorteos quincenales cuyos resultados sólo podían conocerse si se adquiría la colección quincenal Olimán Extra. No contó, sin embargo, con ningún almanaque, ya que Maga había abandonado esa modalidad editorial a principios de los sesenta.
Cuando acabó la serie, Maga publicó una secuela titulada Selecciones Deportivas Maga, que no superó los 12 ejemplares.

## Valoración
Para el crítico Pedro Porcel Torrens, "Olimán" es una serie poco original en la que sólo destacan algunos cuadernos sueltos, como el número 65 (Campo de entreno).